# Düpenau
Die Düpenau ist ein rund 12 km langer Bach in Hamburg und Schleswig-Holstein, der von Hamburg-Osdorf über Schenefeld und Halstenbek nach Pinneberg fließt und dort in die Mühlenau, ein Nebenfluss der Pinnau, mündet.
Sie wird dem Fließgewässertyp 14, „Sandgeprägter Tieflandbach“, zugeordnet.

## Verlauf
Die Düpenau entspringt in Hamburg-Osdorf nahe der Straße Düpenautal, bildet einige hundert Meter die Grenze zu Hamburg-Iserbrook, fließt wiederum einige hundert Meter unterirdisch nach Norden, um erneut die Grenze zwischen den Stadtteilen Osdorf und Iserbrook zu markieren.
Schließlich durchfließt sie den noch in Osdorf gelegenen Helmuth-Schack-See. Der wurde 2011/2012 in einen Nebenschluss gelegt, das Hochwasserrückhaltebecken wird daher nicht mehr direkt durchflossen.
Dann wechselt die Düpenau nach Schleswig-Holstein und durchfließt die Stadt Schenefeld. Sie unterquert die Altonaer Chaussee und verläuft dann begleitet vom Düpenau-Wanderweg im leichten Bogen bis zum Friedrichshulder See, einem weiteren Hochwasserrückhaltebecken.
Schließlich erreicht sie Halstenbeker Gebiet, wo sie entlang zahlreicher Felder weiter in Richtung Norden fließt, um bei Pinneberg östlich des Ortsteils Thesdorf in die Mühlenau zu münden.

## Naherholung
Große Teile der Düpenau werden von Wanderwegen begleitet und dienen der Naherholung.
In Schenefeld sind die Wanderwege Teil des Grünen Rings, einer ca. 11 km langen Route um die Stadt. Am Schenefelder Scharmbrooksweg wurde 2021 ein Wassererlebnispunkt geschaffen.
Im Rahmen des Regionalparks Wedeler Au wird seit 2009 an der Vernetzung und Beschilderung von Wegen in der Region gearbeitet und der Wert zur Naherholung verbessert.

## Gewässerzustand
Im Rahmen der europäischen Richtlinie 2000/60/EG (Wasserrahmenrichtlinie), nach der die Mitgliedsländer von 2000 bis 2015 verpflichtet wurden, ihre Fließgewässer in einen „guten ökologischen“ und „guten chemischen Zustand“ zu bringen, wurde auch der Zustand der Düpenau erfasst und verbessert. Eine Bestandsaufnahme und Erstbewertung wurde 2004 abgeschlossen. Der Abschlussbericht liegt seit Juli 2013 vor.
Darin wird vorläufig festgehalten, dass ein guter chemischer Zustand voraussichtlich erreicht wurde, obwohl noch 2008 an Messpunkten in Hamburg Überschreitungen des Insektizids Dimethoat und der TOG-Werte festgestellt wurden und der Sauerstoffgehalt unterhalb des Grenzwertes lag. Der negative Effekt des Luruper Moorgrabens sowie von Straßenabwässern auf die Nähr- und Schadstoffsituation wurde betont.
Das ökologische Potential wird als „mäßig“ eingestuft und das Umweltziel „gutes ökologisches Potenzial“ wurde somit bisher nicht erreicht. Es wurden nur drei Fischarten nachgewiesen, wobei der Dreistachlinge Stichling mit 99 % der Tiere dominierend war, während Moderlieschen und Gründling nur vereinzelt und vier weitere typspezifische Leitarten gar nicht nachgewiesen werden konnten. Zentrale Defizite sind die geringe Strömungsgeschwindigkeit durch Begradigungen und die eingeschrängte Durchgängigkeit für Wanderfische.
Zahlreiche Entwicklungsziele und Maßnahmen wurden festgehalten, darunter zur Renaturierung der Gewässerstruktur, zur Reduzierung der stofflichen Belastung und des Wassermanagments.

## Renaturierung
Die Düpenau wurde 1880 begradigt und auf die Entwässerung und landwirtschaftlichen Erschließung der umliegenden Moorflächen hin angepasst.
2009 wurde der Regionalpark Wedeler Au als gemeinnütziger Verein gegründet, der Projekte zur Gestaltung und Renaturierung der Gemeinden in der Region koordiniert und auch das Gebiet der Düpenau umfasst. Maßnahmen zur ökologischen Aufwertung wurden 2022 beschlossen.
Im Rahmen von Ausgleichsmaßnahmen für den Bau des Forschungszentrums XFEL wurden 2016 Teile der Düpenau renaturiert und ein natürlicheres Bachbett gestaltet.
Der NABU Hamburg führt regelmäßig Bachaktionstage durch, bei denen zum Beispiel durch das Einbringen von Kies das Strömungsverhalten verbessert wird.